# Килимова акула пластинчаста
Килимова акула пластинчаста (Orectolobus halei) — акула з роду Килимова акула родини Килимові акули. Інша назва «воббенгонг затоки».

## Опис
Загальна довжина досягає 2,9 м. Голова дуже велика, широка. Морда округла. Очі маленькі, розташовані на верхній частині голови. За ними розташовані великі бризкальця. У задній підочній групі розташовано велику кількість шкіряних частин. Має численні вирости на шкірі, що утворюють бороду. Рот широкий, розташований біля кінчика морди. У неї 5 пар зябрових щілин. Тулуб масивний, сплощений зверху. Грудні плавці великі, майже трикутної форми. Має 2 спинних плавці, що розташовані позаду черевних плавців, ближче до хвостового плавця. Черевні плавці розвинені. Хвостовий плавець товстий, гетероцеркальний.
Забарвлення спини світло-коричневе, до жовтого кольору, з великими темними плямами. Останні разом з дрібними плямами та лініями утворюють чудернацький візерунок на спині. Черево має білуватий колір.

## Спосіб життя
Воліє до піщаного і мулисто-піщаного ґрунту, скелястих, кам'янистих та коралових ділянок дна, що поросли водоростями. Це одинак. Вдень ховається у природних укриттях. Активна вночі. Полює біля дна, є бентофагом. Живиться крабами, креветками, кальмарами, восьминогами, морськими червами, а також рибою, зокрема невеличкими акулами. Полює із засідки, використовуючи маскувальне забарвлення та форму тіла. Часто всмоктує здобич завдяки щічному насосу.
Це яйцеживородна акула. Стосовно процесу парування і розмноження замало відомостей.

## Розповсюдження
Мешкає біля західного, південного та східного узбережжя Австралії.